# 수오무살미

수오무살미의 위치

수오무살미(핀란드어: Suomussalmi)는 핀란드 동부 카이누 지역에 위치한 도시로 면적은 5,857.59km2, 인구는 8,940명(2012년 기준), 인구 밀도는 1.7명/km2이다.
1939년부터 1940년까지 일어난 겨울 전쟁 당시에 수오무살미와 인근 지역에서 큰 전투가 벌어졌다. 그 중에서도 소수의 핀란드군이 다수의 소련군을 격파한 수오무살미 전투가 유명하다.

시 문장